# Ed Thigpen
Edmund Leonard Thigpen, mais conhecido como Ed Thigpen (28 de dezembro de 1930 - 13 de janeiro de 2010), foi um baterista de jazz norte-americano, naturalizado dinamarquês, talvez mais conhecido por seu trabalho com o trio de Oscar Peterson entre 1959 e 1965. Thigpen também tocou com o trio Billy Taylor entre 1956 e 1959.
Thigpen trabalhou pela primeira vez profissionalmente em Nova Iorque com a orquestra de Cootie Williams de 1951 a 1952 no Savoy Ballroom. Durante esse tempo tocou com músicos como Dinah Washington, Gil Mellé, Oscar Pettiford, Eddie Vinson, Paul Quinichette, Ernie Wilkins, Charlie Rouse, Lennie Tristano, Jutta Hipp, Johnny Hodges, Dorothy Ashby, Bud Powell e Billy Taylor.
Em 1959 sustituiu o guitarrista Herb Ellis no trio de Oscar Peterson em Toronto, Canadá. Em 1961 gravou em Los Angeles, participando no álbum do quinteto Teddy Edwards-Howard McGhee intitulado Together Again para a Contemporary Records com Phineas Newborn Jr. e Ray Brown. Depois de deixar Peterson, Thigpen gravou em 1966 o álbum Out of the Storm como líder para a Verve. No ano seguinte fez uma turné com Ella Fitzgerald, que concluiria em 1972.
Em 1974 mudou-se para Copenhaga, unindo-se a outros músicos de jazz estado-unidenses que se tinham instalado na capital dinamarquesa durante as duas décadas anteriores. Aí trabalhou com outros expatriados estado-unidenses, como Kenny Drew, Ernie Wilkins e Thad Jones, e com destacados músicos de jazz locais como Svend Asmussen, Mads Vinding, Alex Riel e Niels-Henning Ørsted Pedersen. Também tocou com outros destacados músicos da época, como Clark Terry, Eddie "Lockjaw" Davis, Milt Jackson e Monty Alexander.
Thigpen foi incluído no Percussive Arts Society Hall of Fame em 2002.
Morreu em 2010, após breve período no Hospital Hvidovre de Copenhaga, onde tinha sido hospitalizado por problemas cardíacos e pulmonares; também padecía de Parkinson. Está enterrado no cemitério de Vestre.